# 티케이크
티케이크(영어: Teacake)는 말린 과일을 포함하고 있는 효모 기반의 롤빵이다. 구워지거나 버터가 곁들여진 형태로 제공되며 미국에서는 일부 쿠키나 작은 케이크 또한 티케이크로 불린다. 주로 소다빵이 유명한 스웨덴에서는 티케이크 역시 탄산 수소 나트륨을 이용해 발효시켜 먹으며 버터, 잼, 치즈가 들어가기도 한다. 인도와 오스트레일리아에서는 티케이크가 스펀지 케이크와 더욱 비슷하다. 티케이크에서 "티"는 "차"라는 뜻이지만 실제로 커피, 홍차 등의 차가 빵에 들어가지는 않으며 주로 차와 함께 제공되기 때문에 붙여진 말이다.

## 지역별 종류

### 잉글랜드
대부분의 잉글랜드 지방에서 티케이크는 가볍고 달며 효모 기반의 번을 가리킨다. 역시 말린 과일을 포함하고 있으며 말린 과일에는 주로 건포도 또는 과일의 껍질이 쓰인다. 먹을 때에는 잘라서 먹으며 버터를 발라서 먹는다. 차 또한 함께 제공된다. 모양은 평평하고 둥글며 윗면은 부드러운 질감과 갈색 색조를 가지고 있다. 많은 사람들이 말린 과일을 포함하고 있는 케이크를 모두 티케이크라고 부르지만 랭커셔주와 요크셔의 일부 부분, 그리고 컴브리아주에서는 "티케이크"라는 말이 평평한 롤빵과 비슷하고 과일로 장식된 케이크를 가리킨다. 요크셔의 서부에서는 230 밀리미터 정도의 백색 또는 갈색 티케이크가 "브레드케이크"로 불리며 매우 큰 크기의 샌드위치를 만들기 위해서 쓰인다. 많은 카페에서 티케이크를 아침 식사 (브랙퍼스트)나 브런치로 판다. 켄트주에서는 티케이크가 허프킨이라고 알려져 있다. 허프킨에는 홉의 암꽃이 들어가며 이런 이유에서 허프킨은 홉이 재배되는 9월에 제공된다. 서식스 주 지방에서는 육두구나 계피 또는 장미수가 곁들여진 티케이크가 주로 제공되며 다양한 이름으로 불린다.
랭커셔주 동부와 일부 남부 랭커셔 주 (반즐리 포함)에서는 티케이크가 샌드위치에 쓰이며 샌드위치를 만들기 위해 반으로 나뉜다. 다른 잉글랜드 티케이크와 달리 동부 랭커셔의 티케이크는 보통 말린 과일을 넣지 않는다. 또한 이 지역의 티케이크는 주로 백색 밀가루로 만들어지며 갈색, 심지어는 통밀 밀가루로도 만들어진다.

### 스웨덴
스웨덴에서는 용어 "티케이크"가 밀로 만든 단 소다빵을 가리키며 모양은 팔과 비슷하다. 서빙은 따뜻한 온도로 되며 버터나 잼이 같이 제공되기도 한다. 치즈 또한 스웨덴 티케이크와 어울리는 음식 중 하나이다.

### 북아메리카
미국의 남동부 지방에서 티케이크는 큰 크기로 제공된다. 이 지역의 티케이크는 밀도가 높으며 설탕, 버터, 달걀, 밀가루, 우유, 그리고 약간의 향신료로 만들어진다.
미국의 나머지 지방에서는 티케이크 위에 설탕을 뿌려서 먹는다. 이곳의 티케이크에는 블루베리, 크랜베리, 살구와 같은 과일이 들어가기도 한다.

### 오스트레일리아와 인도
오스트레일리아와 인도에서 티케이크는 더 무거운 스펀지 케이크를 가리킨다. 이곳의 티케이크는 같은 지역의 다른 빵들보다 더 만들기 쉽다. 단지 재료를 넣어 반죽을 만들고 30분 이하의 시간동안 오븐에 굽기만 하면 되기 때문이다. 심지어는 재료 또한 밀가루, 달걀, 버터, 계피, 설탕으로 주방에서 쉽게 찾을 수 있는 재료들이다. 서빙은 따뜻한 상태로 되며 먹을 때는 차에 곁들여서 먹는다. 호주의 경우 계피와 설탕이 듬뿍 뿌려지지만 인도의 많은 티케이크 레시피는 계피를 넣지 않는다.

## 같이 보기
- 차 (음료)
- 롤빵
- 커피
- 빵 목록
- 잉글랜드 요리